# Trnovac (Velike)
Trnovac (1991-ig Trnovac Požeški) falu Horvátországban, Pozsega-Szlavónia megyében. Közigazgatásilag Velikéhez tartozik.

## Fekvése
Pozsegától légvonalban 10, közúton 11 km-re északra, községközpontjától légvonalban 3, közúton 6 km-re délre, a Pozsegai-medencében, Velike és Trenkfalva között fekszik. 

## Története
A település a 20. század elején mezőgazdasági majorként keletkezett a trenkfalvi uradalom területén. 1920-ban az agrárreform során Likából, Boszniából és az ország más részeiről érkezett katolikus horvátokkal telepítették be. 1991-ben lakosságának 96%-a horvát nemzetiségű volt. 2001-ben 398 lakosa volt. Közösségi háza van.

## Lakossága
| Lakosság változása | Lakosság változása | Lakosság változása | Lakosság változása | Lakosság változása | Lakosság változása | Lakosság változása | Lakosság változása | Lakosság változása | Lakosság változása | Lakosság változása | Lakosság változása | Lakosság változása | Lakosság változása | Lakosság változása | Lakosság változása |
| ------------------ | ------------------ | ------------------ | ------------------ | ------------------ | ------------------ | ------------------ | ------------------ | ------------------ | ------------------ | ------------------ | ------------------ | ------------------ | ------------------ | ------------------ | ------------------ |
| 1857               | 1869               | 1880               | 1890               | 1900               | 1910               | 1921               | 1931               | 1948               | 1953               | 1961               | 1971               | 1981               | 1991               | 2001               | 2011               |
| 0                  | 0                  | 0                  | 0                  | 16                 | 0                  | 0                  | 0                  | 123                | 133                | 164                | 250                | 274                | 324                | 377                | 398                |

(1910-től 1931-ig lakosságát Trenkfalvához számították.)